# Mario Bertuzzi
Mario Bertuzzi (Tortona, 27 febbraio 1918 – 29 marzo 2005) è stato un calciatore e allenatore di calcio italiano, di ruolo centrocampista.

## Carriera

### Giocatore
Cresciuto nel Piacenza, entra a far parte stabilmente della formazione riserve a partire dal 1936. Nel 1938, mentre era in procinto di esordire in prima squadra, subisce un grave infortunio al ginocchio in un'amichevole con il Fanfulla, che ne pregiudica il proseguimento della carriera; si trasferisce per un'annata nella Sanremese durante il servizio militare, prima di tornare per un'ultima stagione tra le riserve del Piacenza.
Al termine della seconda guerra mondiale riprende l'attività agonistica militando nel Pro Piacenza e nel Gragnano, con cui ottiene la vittoria nel campionato di Seconda Divisione 1949-1950 e chiude la carriera nel 1952.

### Allenatore
Nel 1958 intraprende l'attività di allenatore, debuttando sulla panchina del dilettanti del San Lazzaro. Quattro anni più tardi torna al Piacenza, dove ricopre per alcune stagioni il ruolo di allenatore delle giovanili e delle riserve. Lascia l'incarico nel 1965, per passare sulla panchina dei dilettanti della Libertas; qui il dirigente Paolo Gabbiani gli propone di allenare la neonata Brevetti Gabbiani Piacenza, formazione di calcio femminile con cui partecipa al campionato di Serie A 1970. Alla guida della formazione piacentina ottiene tra il 1970 e il 1972 due secondi posti e la vittoria nel campionato di Serie A 1971, prima di abbandonare definitivamente l'attività sportiva.

## Palmarès

### Allenatore
- Campionato italiano Serie D: 1

Piacenza: 1963-1964 (Vice)
- Campionato italiano di calcio femminile: 1

Brevetti Gabbiani Piacenza: 1971